# Sobral de Monte Agraço
Sobral de Monte Agraço – miejscowość w Portugalii, leżąca w dystrykcie Lisboa, w regionie Centrum, w podregionie Oeste. Miejscowość jest siedzibą gminy o tej samej nazwie.

## Demografia
| Liczba ludności gminy Sobral de Monte Agraço (1801–2011) | Liczba ludności gminy Sobral de Monte Agraço (1801–2011) | Liczba ludności gminy Sobral de Monte Agraço (1801–2011) | Liczba ludności gminy Sobral de Monte Agraço (1801–2011) | Liczba ludności gminy Sobral de Monte Agraço (1801–2011) | Liczba ludności gminy Sobral de Monte Agraço (1801–2011) | Liczba ludności gminy Sobral de Monte Agraço (1801–2011) | Liczba ludności gminy Sobral de Monte Agraço (1801–2011) | Liczba ludności gminy Sobral de Monte Agraço (1801–2011) | Liczba ludności gminy Sobral de Monte Agraço (1801–2011) |
| -------------------------------------------------------- | -------------------------------------------------------- | -------------------------------------------------------- | -------------------------------------------------------- | -------------------------------------------------------- | -------------------------------------------------------- | -------------------------------------------------------- | -------------------------------------------------------- | -------------------------------------------------------- | -------------------------------------------------------- |
| 1801                                                     | 1849                                                     | 1900                                                     | 1930                                                     | 1960                                                     | 1981                                                     | 1991                                                     | 2001                                                     | 2004                                                     | 2011                                                     |
| 952                                                      | 3 921                                                    | 5 747                                                    | 6 845                                                    | 7 744                                                    | 7 863                                                    | 7 245                                                    | 8 927                                                    | 9 789                                                    | 10 156                                                   |

## Sołectwa
Sołectwa gminy Sobral de Monte Agraço (ludność wg stanu na 2011 r.)
- Santo Quintino – 3706 osób
- Sapataria – 3044 osoby
- Sobral de Monte Agraço – 3406 osób